# Komuna Bakijska

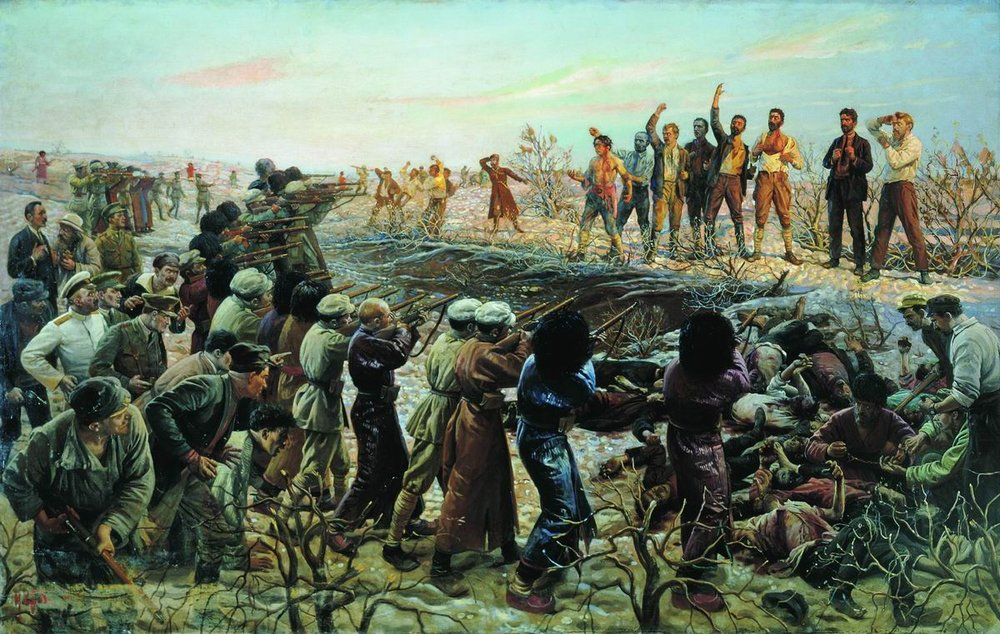
Obraz Izaaka Brodskiego Egzekucja 26 komisarzy bakijskich

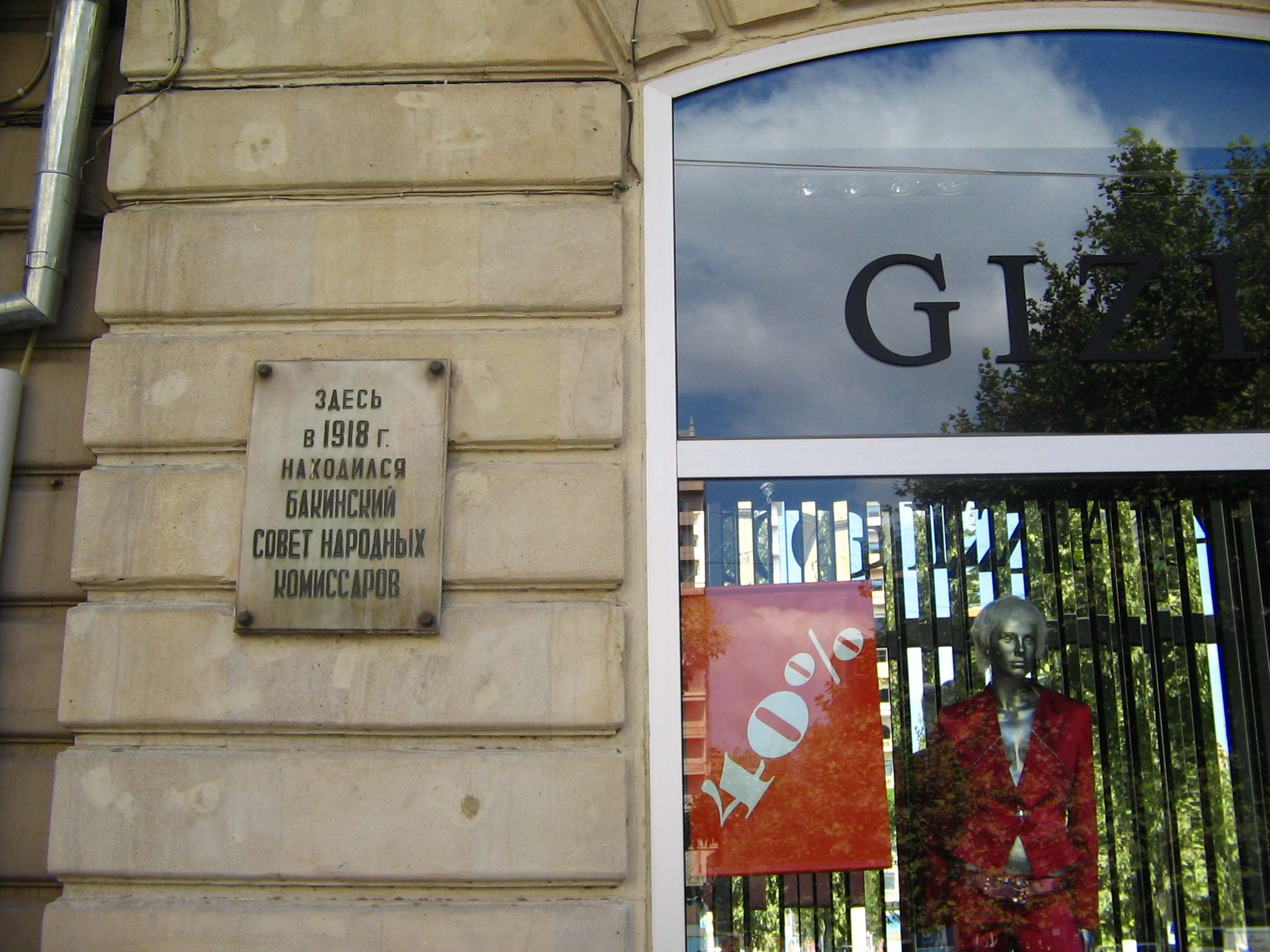
Ściana siedziby Rady Komisarzy w Baku

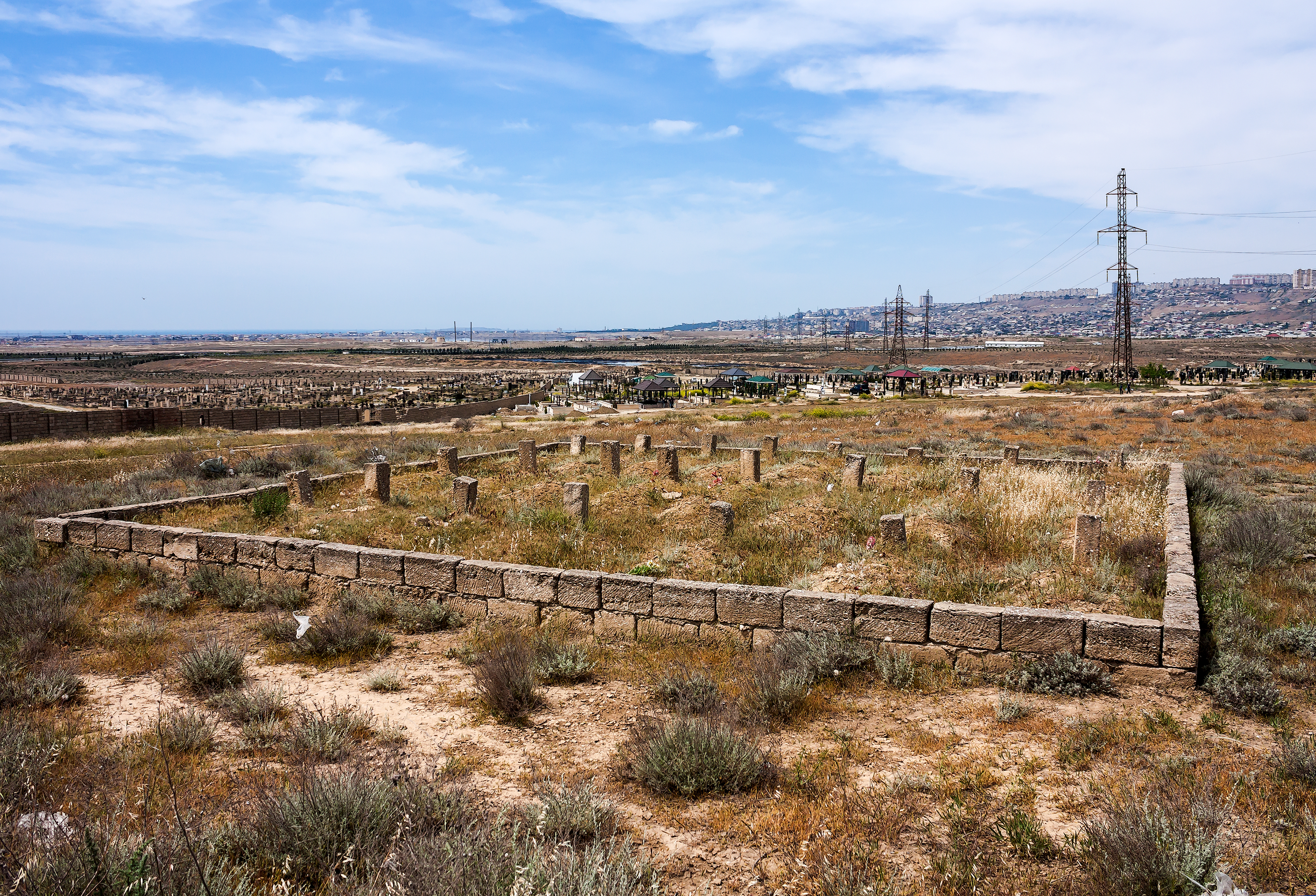
Grób 26 komisarzy

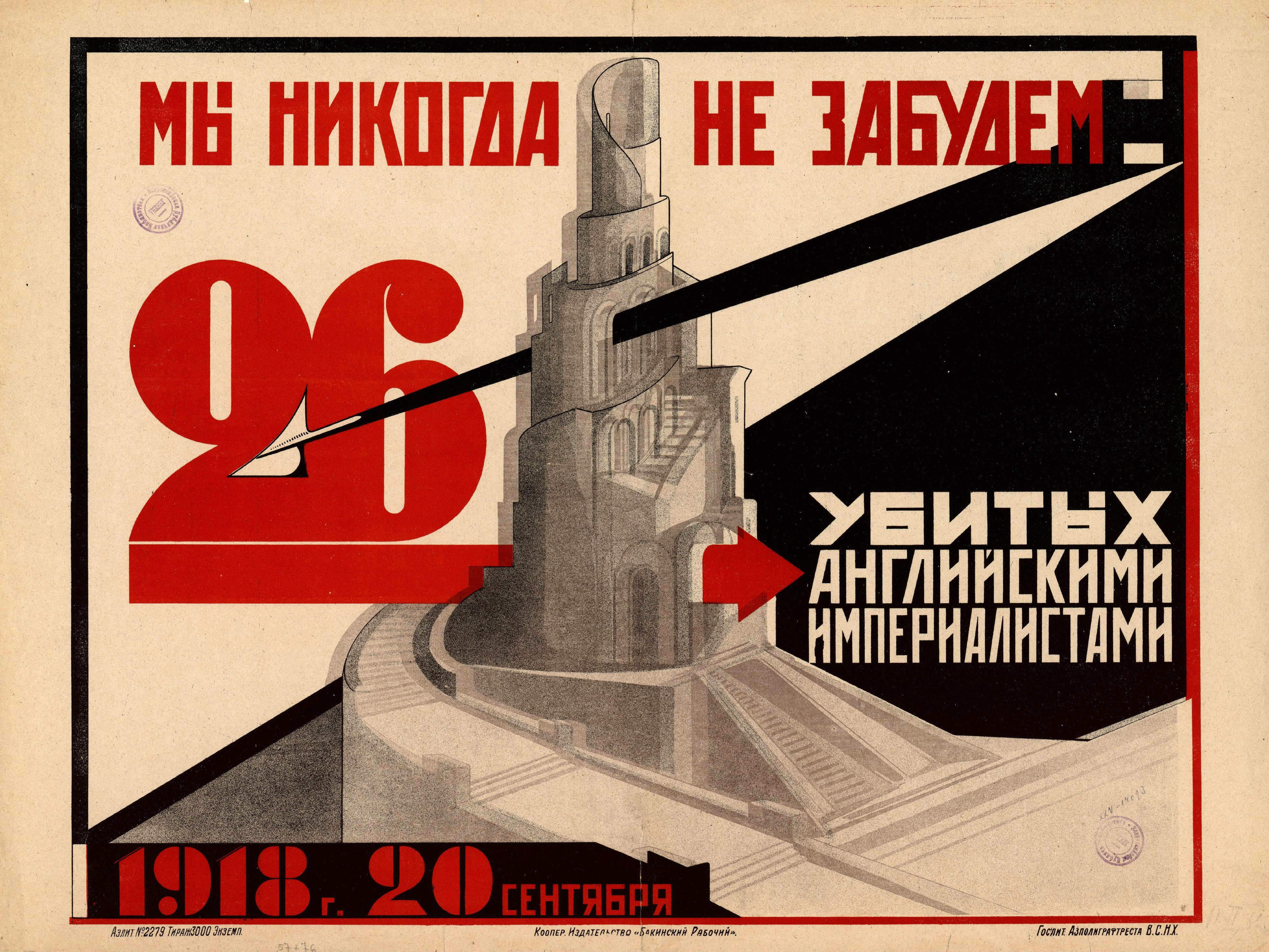
Radziecki plakat propagandowy z 1925 roku z hasłem „Nigdy nie zapomnimy 26-ciu zabitych przez angielskich imperialistów. 1918, 20 września”

Komuna Bakijska – komunistyczny organizm polityczny działający w Baku od 25 kwietnia do 25 czerwca 1918.
Na czele Komuny, popieranej głównie przez robotników rosyjskich i ormiańskich, stało 26 komisarzy, działaczy partii bolszewickiej oraz lewicowego skrzydła Socjalistów Rewolucjonistów. W tej grupie wyróżniającą się postacią był Stepan Szaumian, który natychmiast zadeklarował podporządkowanie Rosji Radzieckiej. Komuna została obalona przez koalicję Dasznaków, mienszewików i prawego skrzydła eserowców. Jej przywódcy zostali zatrzymani przez Białych i uwięzieni w Baku, a następnie, po nieudanej ucieczce do Krasnowodska rozstrzelani przez interwencyjną armię brytyjską przy transkaukaskiej linii kolejowej w nocy z 20 na 21 września 1918.

## Powstanie
Na początku XX wieku idee socjalistyczne zdobywały w robotniczym Baku wysokie poparcie. Sprawiło to, przy jednoczesnej bierności ludności muzułmańskiej, iż miasto po rewolucji październikowej znalazło się de facto pod kontrolą opanowanych przez rosyjskich i ormiańskich bolszewików rad zakładowych oraz spontanicznie tworzonych przez nie jednostek Armii Czerwonej. 13 listopada 1917 rada robotnicza Baku oficjalnie ogłosiła oddanie władzy w mieście w ręce rad dzielnic Kuba, Szemacha, Saliany, Dżewat oraz Lenkoran. Na przełomie marca i kwietnia 1918 z inicjatywy Komuny, uzbrojone oddziały Ormian z armii rosyjskiej wraz z dozbrojonymi uchodźcami z tureckiej Anatolii urządziły niespodziewaną masakrę muzułmańskiej (azerskiej) ludności Baku. Szacuje się, że liczba ofiar wynosiła ok. 3000 osób. Niektórzy historycy ormiańscy twierdzą, że wynikało to z nieudolności przywództwa ormiańskiego (Dasznaków), które przedtem zawarło porozumienie neutralności z muzułmanami (Azerami), w celu zneutralizowania bolszewików. Po masakrze, 25 kwietnia oficjalnie ukonstytuowała się Bakijska Rada Komisarzy Ludowych.

## Działalność Komuny
Rada rozpoczęła szereg socjalistycznych reform, które w zamierzeniach twórców miały objąć cały Azerbejdżan: nacjonalizację przemysłu naftowego, banków, floty kaspijskiej, reformę rolną, zmiany w systemie sądownictwa. Całość przemysłu została poddana kontroli robotniczej. Działania Komuny poważnie jednak hamował fakt bycia jedynym tak silnym przyczółkiem bolszewików na Kaukazie, jak i ataki ze strony wojsk brytyjskich, tureckich i niemieckich. Komuniści i czerwonoarmiści (będący w większości Ormianami) słabo radzili sobie z konfliktami narodowościowymi wybuchającymi w mieście. W mieście, jak i w całym Azerbejdżanie, panował głód, zaś zwolennicy bolszewików pozostawali w konflikcie z musawatystami; w końcu byli zmuszeni oddać władzę w ręce koalicji Dasznaków, mienszewików oraz prawicowego skrzydła Socjalistów Rewolucjonistów.
W odróżnieniu od wielu bolszewików, komuniści bakijscy skłaniali się ku pokojowym metodom działania i rezygnacji z przemocy. Przekazanie władzy antybolszewickiej koalicji dokonało się pokojowo, również Czeka bakijska w trakcie swojego funkcjonowania wydała i wykonała tylko dwa wyroki śmierci.

## Upadek
5 czerwca 1918 wojska tureckie przypuściły pierwszy, odparty atak na Baku. Ponownie miasto zostało otoczone w końcu miesiąca, zaś 4 sierpnia weszły do niego wojska brytyjskie. 14 sierpnia ocalałe jednostki Armii Czerwonej razem z działaczami Komuny podjęły próbę ucieczki z miasta przez Morze Kaspijskie, pragnąc dostać się do Astrachania. Dwa dni później, po wymianie ognia z interwentami, uciekający komuniści zostali schwytani i uwięzieni w Baku. Mieli zostać oddani pod sąd wojskowy, jednak nowy atak Turków zmusił Brytyjczyków do ewakuacji miasta i ucieczki. Grupie bolszewików z Anastasem Mikojanem udało się wówczas uwolnić 26 komisarzy z więzienia i umieścić ich na pokładzie statku „Turkmen”, dowodzonego przez bolszewika Amirowa. W nieokreślonych okolicznościach statek zmienił trasę i udał się do Krasnowodska, gdzie wszyscy komuniści zostali – nie bez udziału miejscowych eserów – oddani w ręce angielskie. Komisarze mieli możliwość ucieczki, gdyby – jak proponował Mikojan – sterroryzowali załogę, taką możliwość jednak odrzucili.
Mimo pierwotnych planów, by uznać ich za zakładników i wymienić na jeńców angielskich w rękach Armii Czerwonej, zostali oni bez sądu rozstrzelani przy transkaukaskiej linii kolejowej, między stacjami Perewal i Akcza-Kujma. Do dziś nie zostało wyjaśnione, dlaczego śmierci uniknął przebywający cały czas z komisarzami Mikojan. Władze radzieckie winiły za śmierć komisarzy nie tylko wojska brytyjskie, ale i działalność tajnych agentów Wielkiej Brytanii na Kaukazie. Oficjalne władze brytyjskie twierdziły jednak, że decyzja o egzekucji została podjęta samodzielnie przez oficerów z Krasnowodska, bez wiedzy ich przełożonych.

## Rozstrzelani
Rozstrzelani, potocznie zwani 26 komisarzami, w rzeczywistości nie wszyscy zasiadali w zarządzie Komuny Bakijskiej:
- Stepan Szaumian
- Meszadi Azizbekow
- Prokopi Dżaparidze
- Iwan Fioletow
- Mir-Hasan Wezirow
- Grigorij Korganow
- Jakow Ziewin
- Grigorij Pietrow
- L.W. Małygin
- A.M. Amirian
- M.W. Basin
- S.G.Osepian
- E.A. Berg
- W.F. Poluchin
- F.F. Sołntsew
- A.A. Borian
- I.J. Gabyszew
- M.R. Koganow
- B.A. Awakian
- I.P. Metaksa
- I.M. Nikolaiszwili
- A.M. Kostandian
- S.A. Bogdanow
- A.A. Bogdanow
- I.A. Miszne
- T.M. Amirow

Szczątki 26 komisarzy zostały ekshumowane we wrześniu 1920 i pochowane z honorami na placu, któremu nadano imię 26 Bakijskich Komisarzy. W 1958 na tym miejscu powstał pomnik ku ich czci, a dziesięć lat później – mauzoleum. W 2009 pomnik komisarzy w Baku został zniszczony. Przeciwko tym działaniom protestowała bezskutecznie tylko miejscowa lewica. Szczątki komisarzy zostały ekshumowane i pochowane ponownie na cmentarzu miejskim, odnaleziono przy tym jedynie 23 ciała.